# Международный форум «Литературная Вена»
«Литературная Вена» — Проект Союза русскоязычных литераторов Австрии и журнала «Венский Литератор» (Вена, Австрия). Включает в себя Творческий конкурс, Круглые столы, Семинары, Фестиваль и ряд других мероприятий.
Получил поддержку фонда «Русский Мир» в 2008, 2010 и 2011 году.
Сотрудничает с организациями Союза писателей РФ, национальными писательскими организациями и СМИ разных стран.
Фестиваль «Литературная Вена» проводится ежегодно в Вене (Австрия) в один из осенних месяцев.
Штаб-квартира расположена в г. Вена, Австрия.

## История
Первый фестиваль был проведен в 2008 году.
Почётный Президент Первого Международного литературного фестиваля — Владимир Андреевич Костров
Почётный Президент Второго и Третьего Международного фестиваля — Валерий Александрович Иванов-Таганский
В 2009 и 2010 г.г. ряд мероприятий проводился в Русском центре при Панъевропейской высшей школе права в Братиславе (Словакия)
Оргкомитет Форума:
- Калашникова Марина Николаевна — Президент Союза русскоязычных литераторов Австрии
- Тихомиров Сергей Александрович — главный редактор журнала «Венский Литератор»

## Участники и гости
В фестивале принимают участие прозаики, поэты, публицисты, критики и переводчики в возрасте от 18 лет, пишущие на русском языке. При этом часть из них не состоит ни в каких литературных союзах.
Гостями Международного фестиваля «Литературная Вена» становятся известные литераторы и критики России и других стран мира, представители издательств, СМИ, литературных журналов и Интернет-порталов. В разные годы Почётными гостями были В. Гусев, В. Костров, Е.Езерская, А. Лиханов, О. E. Воловик, В. Бояринов, М.Замшев,С. И. Чупринин,О. Г. Чухонцев, А. С. Кушнер, В. И. Масалов

## Мероприятия
В программу мероприятия включены творческие конкурсы среди участников, награждение победителей, литературные чтения, круглые столы, мастер-классы, практические занятия, тренинги, представление литературных проектов, ознакомительные экскурсии.
Также в программу форума входят книжные выставки ведущих книжных издательств России и Европы: Художественная Литература, Дома русского зарубежья им. Солженицына,, издательства Российского Дворянского Собрания (серия «Россия забытая и неизвестная»), издательства«Аквилегия-М», авторских книг участников фестиваля. Вся выставочная литература передается в дар библиотекам.
Проводятся литературно-музыкальные вечера для соотечественников с участием артистов, певцов, музыкантов; встречи с читателями, фото- и художественные выставки.
Традиционно — возложение цветов к памятнику советским воинам, погибшим при освобождении Австрии от фашизма

## Творческий конкурс
Работы лауреатов конкурса публикуются в специальном фестивальном номере журнала — Альманахе «Венский Литератор», российских и европейских литературных журналах и литературных альманахах.
В 2010 году Золотой медалью «Мастер словесности» награждён почётный Президент В. А. Иванов — Таганский (награду вручил Президент, Председатель правления Международной Федерации русскоязычных писателей Олег Евгеньевич Воловик.
В 2011 году Золотой медалью «Мастер словесности» награждён В. А. Бахревский.